# Хамидова, Ситора Джуманазаровна
Ситора Хамидова (12 мая 1989, Термез, Сурхандарьинская область, Узбекская ССР, СССР) — узбекистанская легкоатлетка, выступающая в беге на средние и длинные дистанции и марафонском беге. Участвовала в летних Олимпийских играх 2016 года.

## Биография
Ситора Хамидова родилась 12 мая 1989 года в городе Термез Сурхандарьинской области. Окончила Термезский государственный университет.
В 2015 году выиграла чемпионат Узбекистана в беге на 10 000 метров, в 2016 году — чемпионат Узбекистана по кроссу.
В 2016 году вошла в состав сборной Узбекистана на летних Олимпийских играх в Рио-де-Жанейро. В беге на 10 000 метров заняла 24-е место с рекордом Узбекистана — 31 минута 57,77 секунды, уступив 2 минуты 40,32 секунды завоевавшей золото Алмаз Аяне из Эфиопии. В марафоне заняла 54-е место среди 133 финишировавших с личным рекордом — 2 часа 39 минут 45 секунд. Хамидова уступила 15 минут 41 секунд победительнице — Джемиме Сумгонг из Кении.
Трижды участвовала в чемпионатах мира. В 2015 и 2019 годах не смогла финишировать в марафоне, в 2017 году заняла 18-е место в беге на 10 000 метров с рекордом Узбекистана (31.57,42).
В 2018 году на летних Азиатских играх в Джакарте заняла 8-е место в беге на 5000 и 10 000 метров.
Действующая рекордсменка Узбекистана в беге на 10 000 метров (31.57,42) и полумарафоне (1:13.10).
Мастер спорта Узбекистана международного класса.

## Личные рекорды
- Бег на 1500 метров — 4.24,6 (6 июня 2009, Бишкек)[8]
- Бег на 3000 метров — 9.20,56 (11 июня 2011, Ташкент)[8]
- Бег на 5000 метров — 15.50,26 (23 июля 2001, Чебоксары)[8]
- Бег на 5000 метров (в помещении) — 15.56,38 (26 января 2018, Ташкент)[8]
- Бег на 10 000 метров — 31.57,42 (5 августа 2017, Лондон)[8]
- Полумарафон — 1:14.02 (9 сентября 2018, Минск)[8]
- Марафон — 2:33.46 (14 апреля 2019, Варшава)[8]